# كارل داين
كارل داين (بالإنجليزية:Karl Dane) (ولد في 12 أكتوبر 1886 - توفي في 14 أبريل 1934 ) ممثل كوميدي دنماركي أمريكي .

## روابط خارجية
- كارل داين على موقع IMDb (الإنجليزية)
- كارل داين على موقع ألو سيني (الفرنسية)
- كارل داين على موقع أول موفي (الإنجليزية)
- كارل داين على موقع قاعدة بيانات الأفلام السويدية (السويدية)
- كارل داين على موقع قاعدة بيانات الفيلم (الإنجليزية)
- كارل داين على موقع كينوبويسك (الروسية)
- Karl Dane at Forever Studios
- كارل داين على موقع فايند أغريف
- Karl Dane at Virtual History